# Canton de Bar-le-Duc-2
Le canton de Bar-le-Duc-2 est une circonscription électorale française du département de la Meuse.

## Géographie
Ce canton est organisé autour du bureau centralisateur de Bar-le-Duc et fait partie intégralement de l'arrondissement de Bar-le-Duc. Son altitude varie de 170 m (Fains-Véel) à 327 m (Vavincourt et Bar-le-Duc) pour une altitude moyenne de 242 m. Sa superficie est de 56,22 km2 sans compter la fraction de Bar-le-Duc (la commune fait 23,62 km2 dans sa globalité).

## Histoire
Un nouveau découpage territorial de la Meuse (département) entre en vigueur à l'occasion des élections départementales de 2015. Il est défini par le décret du 17 février 2014, en application des lois du 17 mai 2013 (loi organique 2013-402 et loi 2013-403). Les conseillers départementaux sont, à compter de ces élections, élus au scrutin majoritaire binominal mixte. Les électeurs de chaque canton élisent au Conseil départemental, nouvelle appellation du Conseil général, deux membres de sexe différent, qui se présentent en binôme de candidats. Les conseillers départementaux sont élus pour 6 ans au scrutin binominal majoritaire à deux tours, l'accès au second tour nécessitant 12,5 % des inscrits au 1er tour. En outre la totalité des conseillers départementaux est renouvelée. Ce nouveau mode de scrutin nécessite un redécoupage des cantons dont le nombre est divisé par deux avec arrondi à l'unité impaire supérieure si ce nombre n'est pas entier impair, assorti de conditions de seuils minimaux. Dans la Meuse, le nombre de cantons passe ainsi de 31 à 17.
Le canton de Bar-le-Duc-2 est formé de :
- 1 des 3 communes qui formaient l'ancien canton de Bar-le-Duc-Nord : Fains-Véel
- 3 des 11 communes qui formaient l'ancien canton de Vavincourt : Behonne, Chardogne et Vavincourt ;
- une fraction de la commune de Bar-le-Duc.

## Représentation
| Période élective | Période élective | Mandat | Mandat   | Identité     | Nuance | Nuance | Qualité |
| ---------------- | ---------------- | ------ | -------- | ------------ | ------ | ------ | --- |
| 2015             | 2021             | 2015   | en cours | Gérard Abbas |        | LR     | Retraité de la banque Maire de Fains-Véel (depuis 1986) Ancien conseiller général du Canton de Bar-le-Duc-Sud (1999-2008) |
| 2015             | 2021             | 2015   | en cours | Martine Joly |        | MR     | Inspectrice de l’Éducation Nationale Maire de Bar-le-Duc (depuis 2017)                                                    |
| 2021             | 2028             | 2021   | en cours | Gérard Abbas |        | LR     | Conseiller sortant, 2ème Vice-Président (finances, administration générale et affaires du département)                    |
| 2021             | 2028             | 2021   | en cours | Martine Joly |        | MR     | Conseillère sortante |

### Résultats détaillés

#### Élections de mars 2015
À l'issue du 1er tour des élections départementales de 2015, deux binômes sont en ballottage : Gérard Abbas et Martine Joly (Union de la Droite, 34,87 %) et Mireille Goeder et Jean-Claude Salziger (PS, 26,19 %). Le taux de participation est de 49,16 % (4 090 votants sur 8 320 inscrits) contre 53,07 % au niveau départemental et 50,17 % au niveau national.
Au second tour, Gérard Abbas et Martine Joly (Union de la Droite) sont élus avec 53,67 % des suffrages exprimés et un taux de participation de 46,12 % (1 852 voix pour 3 829 votants et 8 303 inscrits).
Martine Joly est membre du MRSL.

#### Élections de juin 2021
Le premier tour des élections départementales de 2021 est marqué par un très faible taux de participation (33,26 % au niveau national). Dans le canton de Bar-le-Duc-2, ce taux de participation est de 31,06 % (2 415 votants sur 7 776 inscrits) contre 34,51 % au niveau départemental. À l'issue de ce premier tour, deux binômes sont en ballottage : Gérard Abbas et Martine Joly (Union au centre et à droite, 36,99 %) et Mathias Raulot et Mélodie Schillinger (Union à gauche, 29,46 %).
Le second tour des élections est marqué une nouvelle fois par une abstention massive équivalente au premier tour. Les taux de participation sont de 34,36 % au niveau national, 35,74 % dans le département et 32,72 % dans le canton de Bar-le-Duc-2. Gérard Abbas et Martine Joly (Union au centre et à droite) sont élus avec 50,75 % des suffrages exprimés (1 191 voix pour 2 546 votants et 7 780 inscrits),,.

## Composition
| Nom                                | Code Insee | Intercommunalité        | Superficie (km2) | Population (dernière pop. légale)               | Densité (hab./km2) | Modifier                                    |
| ---------------------------------- | ---------- | ----------------------- | ---------------- | ----------------------------------------------- | ------------------ | ------------------------------------------- |
| Bar-le-Duc (bureau centralisateur) | 55029      | CA Bar-le-Duc Sud Meuse | 23,62            | Fraction : 7 602 (2022) Commune : 14 615 (2022) | 619                | modifier les données · modifier les données |
| Behonne                            | 55041      | CA Bar-le-Duc Sud Meuse | 9,17             | 603 (2022)                                      | 66                 | modifier les données · modifier les données |
| Chardogne                          | 55101      | CA Bar-le-Duc Sud Meuse | 12,82            | 302 (2022)                                      | 24                 | modifier les données · modifier les données |
| Fains-Véel                         | 55186      | CA Bar-le-Duc Sud Meuse | 18,30            | 2 088 (2022)                                    | 114                | modifier les données · modifier les données |
| Vavincourt                         | 55541      | CA Bar-le-Duc Sud Meuse | 15,93            | 532 (2022)                                      | 33                 | modifier les données · modifier les données |
| Canton de Bar-le-Duc-2             | 5503       |                         |                  | 11 127 (2022)                                   |                    | modifier les données                        |

Le canton de Bar-le-Duc-2 comprend :
1. quatre communes,
2. la partie de la commune de Bar-le-Duc située sur la rive droite de l'Ornain.

## Démographie
En 2022, le canton comptait 11 127 habitants, en évolution de −3,6 % par rapport à 2016 (Meuse : −4,4 %, France hors Mayotte : +2,11 %).
| 2013   | 2018   | 2022   |
| ------ | ------ | ------ |
| 12 074 | 11 306 | 11 127 |